# Рохин, Сергей Владимирович
Сергей Владимирович Рохин (7 января 1991, Великий Новгород) — российский волейболист, центральный блокирующий.

## Биография
Сергей родился в Великом Новгороде и там же начал заниматься волейболом под руководством тренера Олега Владимировича Панова. В возрасте 16 лет на него обратили внимание селекционеры «Искры» и пригласили в Одинцово. Из-за нехватки игровой практики в 2014 году Сергей Рохин был вынужден отправиться в Нижневартовск. Причём первый сезон в «Самотлоре» он провёл во второй команде в Высшей лиге «Б». Зато через год он сразу вместе с первой командой — в Суперлиге.
В 2017 году Сергей перешёл в «Ярославич», следующий сезон Сергей провёл в «Динамо-ЛО».
Первую половину сезона 2019/20 Рохин провёл в «Факеле», из которого перешёл в «Белогорье».